# Żaneta Karwat
Żaneta Elżbieta Karwat (ur. 15 października 1976 w Toruniu) – polska koszykarka występująca na pozycjach niskiej lub silnej skrzydłowej.

## Osiągnięcia
Na podstawie, o ile nie zaznaczono inaczej.

### Reprezentacja
- Uczestniczka mistrzostw Europy U–18 (1994 – 12. miejsce)[3]

### Inne
- Mistrzyni międzynarodowego turnieju weteranów Gothic Basket Cup (2013)[4]
- Wicemistrzyni turnieju juniorek najstarszych, rozgrywanego w ramach mistrzostw Polski oldboyów (2014)[5]
- MVP turnieju weteranów Gothic Basket Cup (2013)[4]